# ناتان آلتمان
ناتان ایسائویچ آلتمان (Натан Исаевич Альтман؛ ۲۲ دسامبر [سبک قدیمی: ۱۰ دسامبر] ۱۸۸۹ – ۱۲ دسامبر ۱۹۷۰) یک نقاش، هنرمند آوانگارد، مجسمه‌ساز، طراح صحنه و تصویرساز اهل امپراتوری روسیه بود.
سبک هنری او (به ویژه نقاشی‌هایش)، سبک کوبیسم بود.